# Cartel de Santa

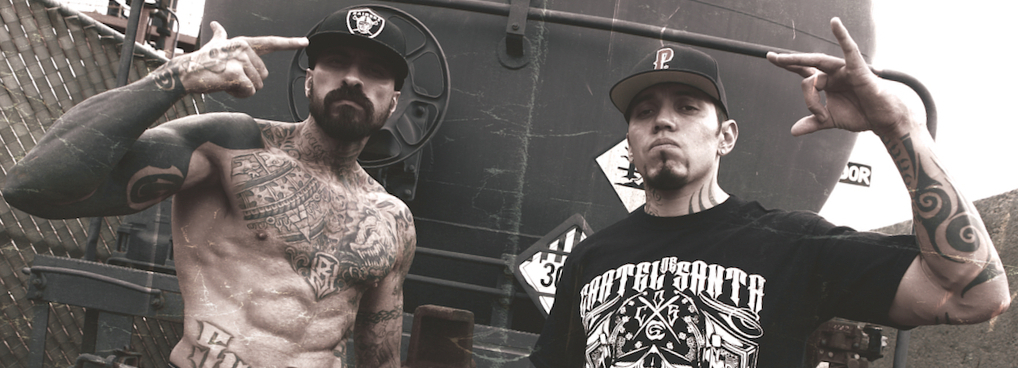

Cartel de Santa är en mexikansk musikgrupp bildad 1996 i Ciudad Santa Catarina, Nuevo Leon och bestående av de MC Babo och Rowan Rabia. Cartel de Santa kombinerar rap med rap metal.

## Diskografi
- Cartel de Santa (2002)
- Vol. II (2004)
- Volumen Prohibido (2006)
- Vol. IV (2008)
- Sincopa (2010)
- Me Atizo Macizo Tour en vivo desde el D.F. (2012)
- Golpe Avisa (2014)
- Viejo Marihuano (2016)